# 21 Grupa Armii

Znak 21 Grupy Armii

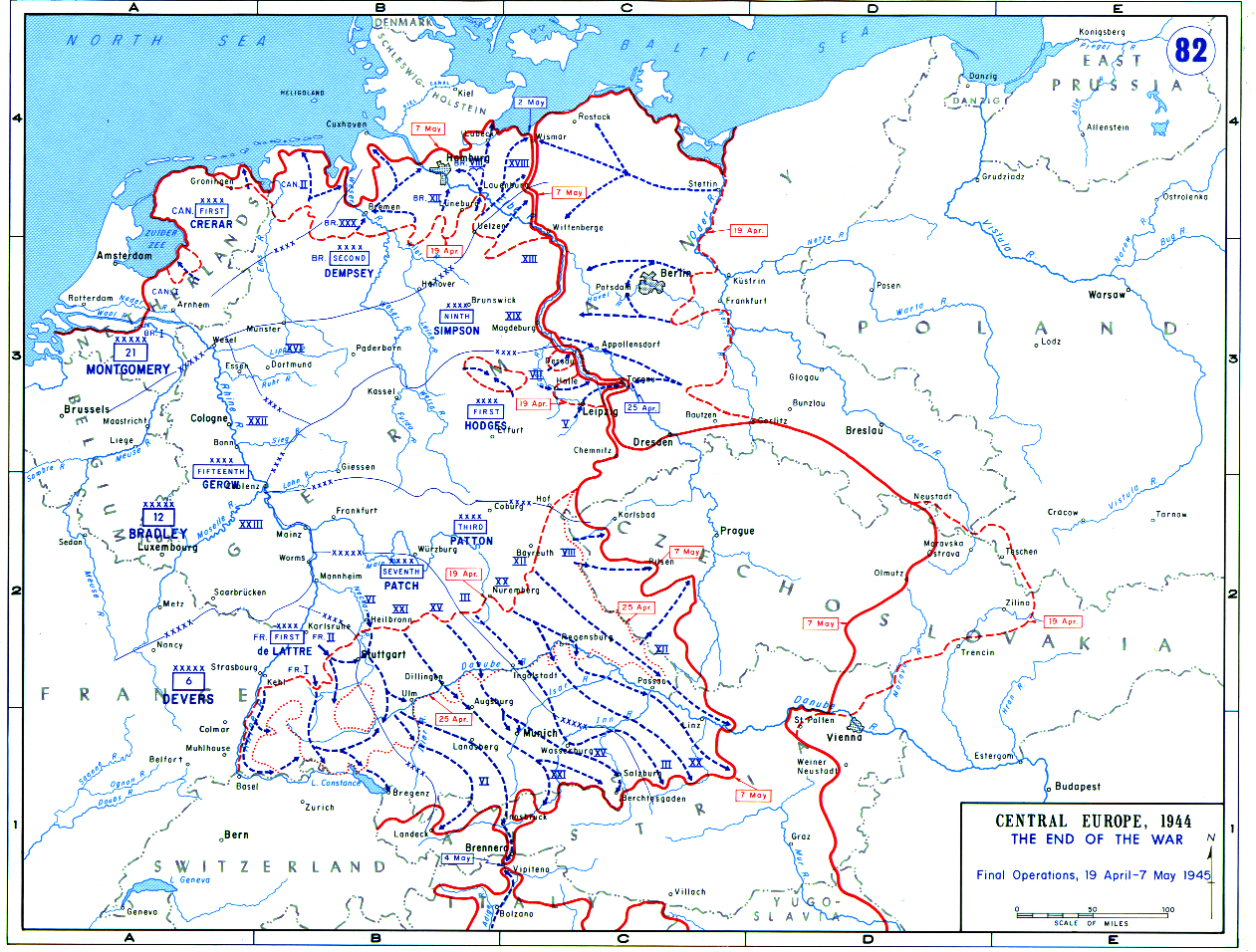
Ostatnia ofensywa (kwiecień – maj 1945)

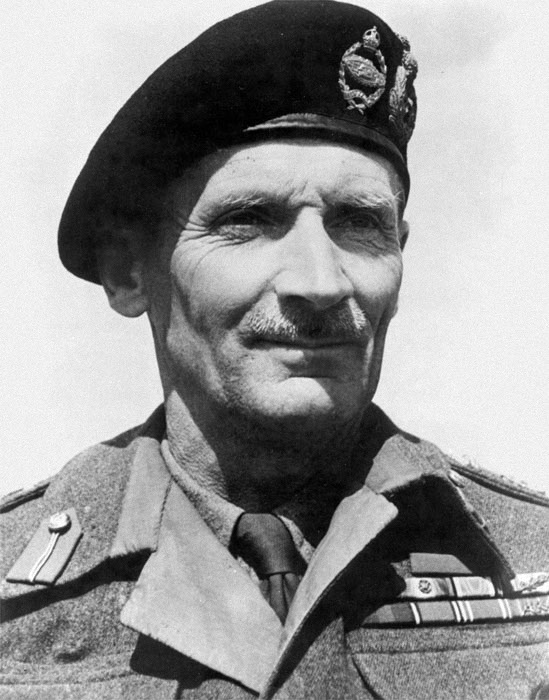
Bernard Law Montgomery

21 Grupa Armii – brytyjsko-kanadyjski wyższy związek operacyjny okresu II wojny światowej. 21 GA wzięła udział w walkach na froncie zachodnim w latach 1944–1945.
Skład grupy armii jak i poszczególnych armii był zmienny i wyznaczany w zależności od potrzeb na danym kierunku operacyjnym.

## Dowództwo
Dowódca – marsz. Bernard Law Montgomery

## Skład[2]
- 2 Armia (GB) – gen. Dempsey
  - 79 Dywizja Pancerna (GB) – gen. Hobart
  - 1 Korpus (GB) – gen. Crocker
  - 8 Korpus (GB) – gen. Barker
    - 15 Dywizja Piechoty – gen. Barber
    - 11 Dywizja Pancerna – gen. Roberts
    - 6 Dywizja Powietrznodesantowa – gen. Bols

  - 12 Korpus (GB) – gen. Ritchie
    - 7 Dywizja Pancerna – gen. Lyne
    - 53 Dywizja Piechoty – gen. Ross
    - 52 Dywizja Piechoty – gen. Hakewell; Smith

  - 30 Korpus (GB) – gen. Horrocsk
    - 3 Dywizja Piechoty – gen. Whistler
    - 43 Dywizja Piechoty – gen. Thomas
    - 50 Dywizja Piechoty – gen. McMillan
    - Dywizja Pancerna Gwardii Irlandzkiej – gen. Adair
- 1 Armia (CAN) – gen. Crerar
  - 1 Korpus (CAN) – gen. Foulkes
    - 49 Dywizja Piechoty (GB) – gen. Rawlins
    - 5 Dywizja Pancerna (CAN) – gen. Hoffmeister

  - 2 Korpus (CAN) – gen. Simonds
    - 1 Dywizja Pancerna (PL) – gen. Maczek
    - 2 Dywizja Piechoty (CAN) – gen. Matthews
    - 3 Dywizja Piechoty (CAN) – gen. Spry
    - 4 Dywizja Pancerna (CAN) – gen. Vokes